# Sylvia Heschel
Sylvia Heschel, z domu Straus (ur. 11 stycznia 1913 w Filadelfii, zm. 26 marca 2007 w Nowym Jorku) – amerykańska pianistka, żona teologa, rabina Abrahama Joshuy Heschela.
Pochodziła z rodziny rosyjskich Żydów. Dorastała w Cleveland, studiowała muzykę, filozofię i literaturę. 10 grudnia 1946 wyszła za mąż za Abrahama Joszuę Heschela. Z ich związku urodziła się córka Susannah Heschel (obecnie profesor studiów żydowskich w Dartmouth College). 
Została pochowana w Nowym Jorku.